# شينجوكو (طوكيو)

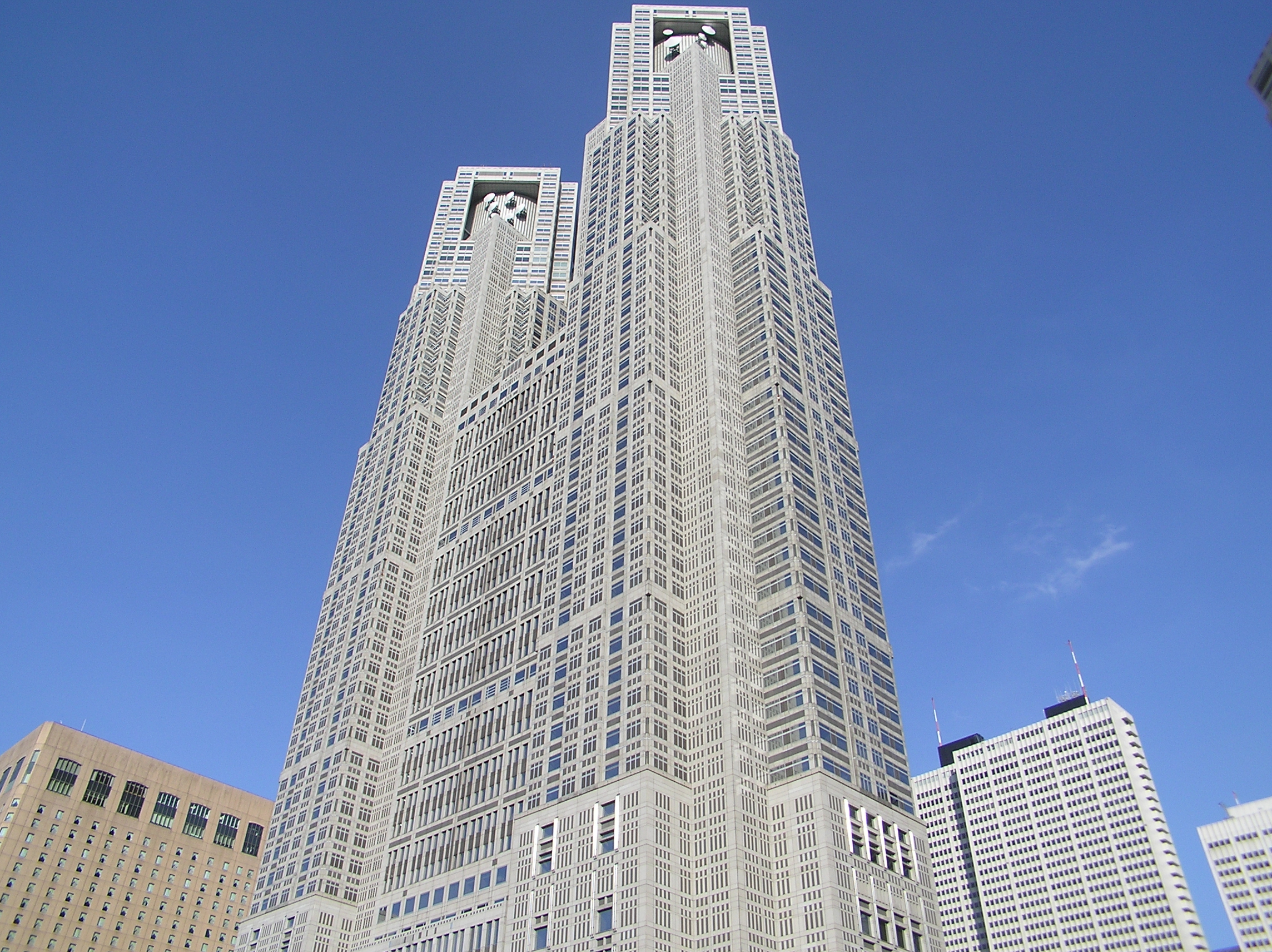
مبنى حكومة محافظة طوكيو

شينجوكو (باليابانية: 新宿区 شنجوكو-كو) وتعني «حي شينجوكو» هو أحد أحياء طوكيو ال 23. تعتبر من أهم مراكز التجارة والإدارة والسكن في العاصمة اليابانية. تقع بها محطة شينجوكو التي تحتل عصب مهم في شبكة القطارات في العاصمة اليابانية ومبنى حكومة محافظة طوكيو. ويعتبر حي شينجوكو مركزا كبيرا لحياة الليل       والياكوزا.

## جغرافيا
يحيط بحي شينجوكو ست أحياء أخرى هي: تشيودا، بونكيو، توشيما، ناكانو، شيبويا، ميناتو، نيريما.

### مناطق
يضم حي شينجوكو عدة مناطق منها:
- إيتشيغايا: منطقة تجارية، يقع فيها مقر وزارة الدفاع اليابانية.
- كابوكيتشو: منطقة شهيرة بالحانات والمطاعم وتجارة الدعارة.
- نيشي-شينجوكو: منطقة تشتهر بناطحات السحاب والعديد من أعلى المباني في طوكيو.
- تاكادانوبابا: والتي تضم أحد أشهر الجامعات في اليابان وهي جامعة واسيدا

## تاريخ

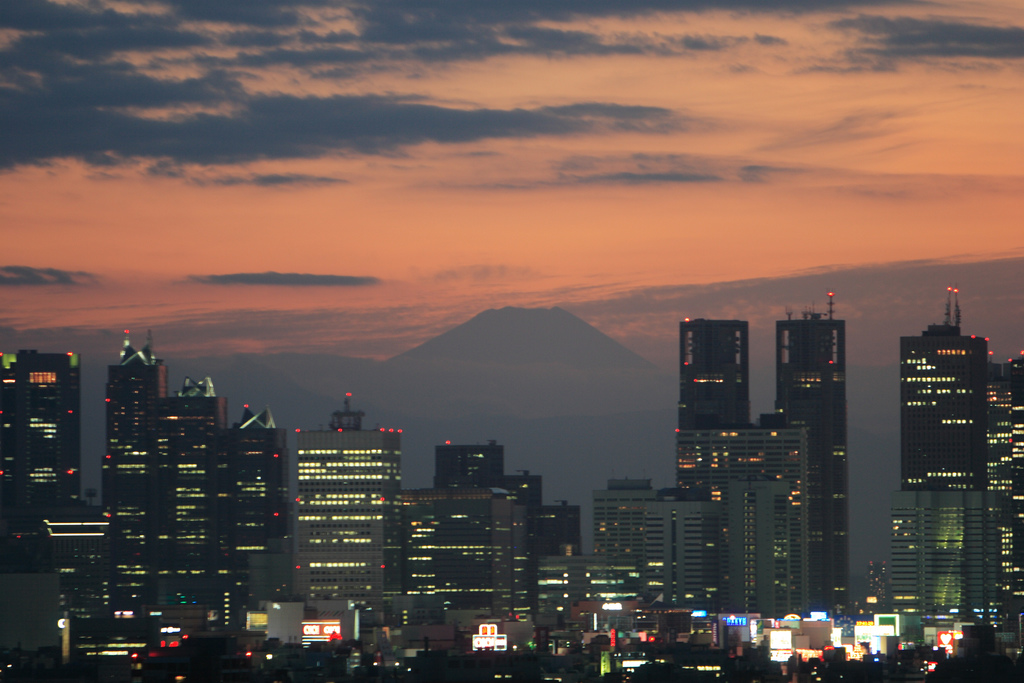
منظر شينجوكو في الليل.

في عام 1634 أثناء فترة إيدو، نقلت العديد من المعابد من المنطقة التي بني فيها الخندق حول قلعة إيدو إلى منطقة يوتسويا في شينجوكو. وفي عام 1689 افتتح نايتو شينجوكو وهو عبارة عن نزل للمسافرين على طريق كوشوكايدو الذي كان يعتبر من أهم الطرق الرئيسية في اليابان في حينها.
بدأت شينجوكو بالتطور بشكلها الحالي بعد أن عصف بها زلزال كانتو الكبير عام 1923، حيث بدأ منذ ذلك الوقت ظهور المباني العالية وناطحات السحاب تدريجيا.
دمرت شينجوكو مرة أخرى في القصف الجوي على طوكيو عام 1945 أثناء الحرب العالمية الثانية، وثم بدأ إعادة إعمارها في فترة بعد الحرب.
تأسس الحي الحالي عام 1947 من اندماج يوتسويا، أوشيغومه، ويودوباشي.
انتقل مبنى حكومة طوكيو من مارونوأوتشي في حي تشيودا، إلى مقره الحالي في شينجوكو عام 1991.

## اقتصاد
العديد من الشركات لها مقرها الرئيسي في شينجوكو منها:
- إبسون
- يوشينويا

## توأمة
- اليونان، ليفكاذا

## أعلام
- هيرويوكي هاياشي
- نوغوشي يوكا
- أتسورو واتابي
- يويتشيرو ناغاي
- كينجي أوتسومي
- تومويوكي دان
- كين كانيكو
- جون تامانو
- تشيكاو أوتسكا
- كانيتو شيوزاوا

## وصلات خارجية
الموقع الرسمي لحي شينجوكو